# Sparkasse Imst
Die Sparkasse Imst AG ist ein Tiroler Bankunternehmen mit Sitz in Imst und Teil der Sparkassengruppe in Österreich. Sie entstand 1882 als Vereinssparkasse. Die Sparkasse ist Mitglied des Kooperations- und Haftungsverbundes der österreichischen Sparkassen und des Österreichischen Sparkassenverbands.

## Gründungsgeschichte
Die ersten Bemühungen zur Gründung eines Sparkassenvereines liegen schon über 100 Jahre zurück – im Jahr 1876. Mitte Juli 1881 beschloss der Gemeindeausschuss von Imst auf Antrag des Bürgermeisters Mathias Dialer, eine Gemeindesparkasse ins Leben zu rufen. Doch diese Absicht wurde von der Landesregierung abgelehnt. So bildete sich alsbald ein Aktionskomitee zur Gründung einer Vereinssparkasse. Ende August 1882 genehmigte ein Statthalterei-Präsidial-Erlass die Statuten und damit die Sparkasse Imst. Am 16. September 1882 fand sich der Sparkassenverein zu seiner konstituierenden Versammlung ein. Dabei wurde der erste Betriebs- und Einlagensicherstellungsfonds in Höhe von 10.000 Gulden erlegt. Mit Oktober 1882 begann die Sparkasse ihre Geschäftstätigkeit.

## Bauliche Entwicklung der Hauptanstalt
In ihren ersten 20 Jahren war die Sparkasse im Gasthaus „Zum Bären“ am Marktplatz untergebracht. Wegen des steigenden Geschäftsumfanges war das Platzangebot rar, aber neue Räume notwendig. Da es aber in Imst kein geeignetes Haus gab, beschloss die Generalversammlung Anfang Mai 1902 ein eigenes Gebäude zu errichten. Auf Wunsch der Gemeindevertretung wurde ein Haus gebaut, das auch die Sparkasse aufnehmen konnte. Mitte August 1904 fand die Eröffnung statt. Die ebenfalls gebauten Wohnungen für Offiziere wurden durch den Abzug der Garnison für eigene Beamte verwendet. 1929 wurde umgebaut, vor allem, um dem gestiegenen Fremdenverkehr und dem damit verbundenen Geldwechsel gerecht zu werden. In den 50er Jahren wurden die Platzverhältnisse wieder zu eng und nach Verhandlungen mit der Gemeinde kam es 1959 wiederum zu einem gemeinsamen Bau mit der Gemeinde, diesmal noch günstiger gelegen. 1978 wurde der Anteil der Stadtgemeinde am Gebäude erworben, 1980 die Schalterhalle im 1. und 2. Obergeschoß umgebaut. 1990 erfolgte eine Erweiterung, 1995 die Aufstockung des Gebäudes.

## Wichtige Ereignisse

### Filialeröffnungen
1969 begann mit der ersten Zweigstelle eine Serie von Filialgründungen: als zweites Standbein kam damals die Sparkasse in Landeck hinzu. In den Jahren darauf wurden Niederlassungen in allen größeren Gemeinden der beiden Bezirke eröffnet: 1971 Sölden; 1974 Nauders; 1978 Ischgl, Wenns und Oetz; 1979 St. Anton a. A. und Nassereith; 1980 Längenfeld und Prutz; 1982 Haiming; 1986 Imst-Oberstadt; 2005 Imst-Kaufpark; 2006 Mieming.

### Vereinssparkasse wird in Sparkasse Imst Privatstiftung und Sparkasse Imst AG umgewandelt
Zu einem historischen Beschluss mit weitreichenden Folgen kam es bei der Vereinsversammlung am Dienstag, den 4. April 2006: 124 Jahre lang Vereinssparkasse, wurde die Sparkasse Imst in die Sparkasse Imst AG und die Sparkasse Imst Privatstiftung umgewandelt. Die Sparkasse Imst AG ist für das operative Geschäft und die optimale Betreuung der Kunden im Tiroler Oberland zuständig. Die Sparkassenstiftung – deren Stifter zu 100 % der Sparkassenverein ist – hält 100 % der Aktien.

### Landeswappen
Die Tiroler Landesregierung verlieh am 22. Jänner 2008 der Sparkasse Imst in Anerkennung ihrer wirtschaftlichen Bedeutung das Recht zur Führung des Tiroler Landeswappens im geschäftlichen Verkehr.

## Gemeinnützige Projekte/Sponsoring
Laufende Sponsortätigkeiten in den Bereichen
Kultur/Kunst
- Spendentätigkeiten im Zusammenhang mit Erhaltung und Renovierung öffentlicher bzw. kirchlicher Einrichtungen.
- Unterstützung verschiedener traditioneller Vereine und Einrichtungen.
- Unterstützung unzähliger Veranstaltungen im Bereich Musik, Theater, Lesungen etc.
- Brauchtum und Tradition.

Soziales
- Laufende Unterstützung des ersten SOS-Kinderdorfes in Imst.
- Laufendes Engagement bei diversen Einrichtungen der Lebenshilfe in den Bezirken Imst und Landeck.
- Unterstützung verschiedener Wohlfahrtseinrichtungen (Behindertenwerkstätten, Betagtenheime, Sozialvereine etc.).
- Unterstützung verschiedener Wohltätigkeitsveranstaltungen.

Schule, Jugend
- Unterstützung verschiedener Schulprojekte wie zum Beispiel, Musikhauptschule, Sporthauptschule etc.
- Starkes Engagement in sämtlichen Bereichen des Jugendsports – Förderung der Nachwuchsarbeit.
- Im Rahmen der Sponsortätigkeiten der Sparkassengruppe Unterstützung des Jugendfußballs und Volleyball (Schülerliga).

Sport
- Unterstützung verschiedener Sportvereine im Einzugsgebiet Bezirk Imst und Landeck.
- Hauptsponsor und Namensgeber verschiedener Vereine.